# Marjorie Bailey
Marjorie Bailey (Marjorie Evalena Bailey, geb. Turner; * 21. November 1947 in Lockeport, Nova Scotia) ist eine ehemalige kanadische Sprinterin.
Bei den British Empire and Commonwealth Games 1966 in Kingston erreichte sie über 100  und 220 Yards das Halbfinale und wurde mit der kanadischen 4-mal-110-Yards-Stafette Vierte.
1974 wurde sie bei den British Commonwealth Games in Christchurch Sechste über 100 Meter und jeweils Vierte über 200 Meter und in der 4-mal-100-Meter-Staffel. Im Jahr darauf wurde sie bei den Panamerikanischen Spielen 1975 in Mexiko-Stadt Vierte über 200 Meter und gewann jeweils Bronze über 100 Meter und in der 4-mal-100-Meter-Staffel.
Bei den Olympischen Spielen 1976 in Montreal gelangte sie über 100 und 200 Meter ins Halbfinale und kam mit der kanadischen 4-mal-100-Meter-Stafette auf den vierten Platz.
1978 schied sie bei den Commonwealth Games in Edmonton über 100 Meter im Halbfinale aus und gewann mit der kanadischen 4-mal-100-Meter-Stafette Silber.
Dreimal wurde sie Kanadische Meisterin über 100 Meter bzw. 100 Yards (1966, 1973, 1974) und einmal über 200 Meter (1974).

## Persönliche Bestzeiten
- 100 m: 11,35 s, 8. Juli 1978, Montreal
- 200 m: 23,06 s, 28. Juli 1976, Montreal